# Стэймос, Джон
Джон Филип Стэймос (англ. John Phillip Stamos, родился 19 августа 1963 в Сайпресс, Калифорния, США) — американский актёр, наиболее известный по ролям Джесси Катсополиса в ситкоме «Полный дом» и Тони Гейтса в сериале «Скорая помощь».

## Ранние годы и личная жизнь
Стэймос родился 19 августа 1963 года в городе Сайпресс, Калифорния. Джон — старший сын модели Лоретты Филипс и ресторатора Билла Стэймоса. У Джона есть две младшие сестры — Джанин и Элейна. Родители Билла изначально носили фамилию Стаматопулос (Stamatopoulos), но сократили её до Стэймос (Stamos), когда переехали из Греции в США. С 1998 по 2005 год Джон был женат на актрисе Ребекке Ромейн. В феврале 2018 года женился на Кейтлин Макхью. 10 апреля 2018 года у пары родился сын — Уильям Кристофер «Билли» Стэймос — которого назвали в честь отца Стэймоса.

## Карьера
Карьера Стэймоса началась с роли Блэки Пэрриша в мыльной опере «Главный госпиталь» (General Hospital), за которую он удостоился двух наград «Soap Opera Digest Awards» и номинации на «Daytime Emmy Award». Далее последовали роли в недолговечных ситкомах «Мечты» (Dreams, 1984) и «Ты опять?» (You Again?, 1986—1987).
Настоящий успех актёру принесла роль Джесси Катсополиса в комедийном сериале «Полный дом», которую он играл в течение восьми лет (1987—1995). Позже Стэймос играл главные роли в сериалах «Воры» (Thieves, 2001) и «Джейк вчера, сегодня, завтра» (Jake in Progress, 2005—2006), но большой популярностью они не пользовались.
С 2005 по 2009 годы Стэймос играет доктора Тони Гейтса в медицинской драме «Скорая помощь». Появившись в 12 сезоне в качестве приглашённой звезды, в дальнейшем он входит в основной актёрский состав шоу. В 2006 году Джон выражает поддержку легализации однополых браков, сыграв гомосексуального организатора вечеринок в телефильме «Свадебные войны» (Wedding Wars). В 2010—2011 годах актёр играет Карла Хауэлла во втором сезоне популярного сериала Райана Мёрфи «Хор». Также Стэймос успешно работает в театре и занимается музыкой. Он также получил роль в сериале «Королевы крика» (2016), где сыграл доктора Брока Холта.